# Собачий кузу
Собачий кузу (Trichosurus caninus) — млекопитающее семейства кускусовых. Эндемик Австралии.
Обитает в лесах юго-восточного Квинсленда, восточного Нового Южного Уэльса и на востоке штата Виктория, Австралия.
Покрыт густым серым или тёмно-серым мехом. Самки и самцы похожи. При разнообразии местообитаний этот вид сохраняет однообразие окраски, чем отличается от родственного вида Trichosurus vulpecula, представители которого демонстрируют разнообразие цветовых вариаций. Уши у него меньше, чем у других видов. Хвост по длине почти совпадает с длиной тела, он покрыт мехом, за исключением самого кончика. Масса взрослого животного достигает 2,5—4,5 кг, длина тела, включая хвост, — 74—92 см.
На подбородке имеются железы, выделяющие пахучий секрет. Как и большинство сумчатых, самки имеют сумку, открывающуюся вперёд, в которой детёныши проводят несколько первых месяцев жизни. В природе кузу живут до 7 лет, самки живут дольше самцов. Имеются сообщения о самке, которая прожила 17 лет, тогда как для самцов предельный возраст 12 лет.
Они прекрасно лазают и могут быстро залезть на дерево, спасаясь от преследования питона, динго или пятнистой сумчатой куницы. При этих же обстоятельствах кузу могут плавать. Эта ночное животное с хорошо развитым слухом и обонянием. Собачий кузу является обычным животным в местах своего проживания и часто становится добычей хищников. В свою очередь, он поедает плоды и переносит в своих фекалиях семена, способствуя их расселению.
Несмотря на то, что этот вид кузу большую часть времени проводит на деревьях, его можно иногда встретить и на земле, в то время, как он роется в валежнике и в кучах опавших листьев в поисках насекомых. Сдирает кору хвойных деревьев, причиняя этим ущерб леса. Кузу — вегетарианцы, которые питаются травой, листьями и фруктами, однако они не упускают случая полакомиться насекомыми.
Это млекопитающее вступает в размножение весной или осенью и самка в отдельных случаях приносит потомство чаще, чем раз в год. Большинство детёнышей (по одному у самки) рождаются в марте-апреле. Беременность длится 15—17 дней, детёныши рождаются совершенно беспомощными.
Детёныши кормятся молоком матери 7—11 месяцев (с этого времени 5—6 месяцев они проводят в сумке, а 2—5 месяца идут за матерью). К 18—36 месяцам они живут на территории матери, потом идут на поиски своих владений. Самки становятся половозрелыми в возрасте 2—3 лет, в случае, если они вступают в размножение ранее, их потомство редко выживает. Если детёныши погибают, самка в короткий срок снова готова к спариванию.
Участки самок и самцов перекрывают друг друга, поэтому каждый может спариваться с большим количеством партнёров. Иногда они образуют пары. Самцы призывают самок брачными криками и метят территорию характерным запахом секрета из своих желёз.